# Oedosmylus montanus
Oedosmylus montanus is een insect uit de familie watergaasvliegen (Osmylidae), die tot de orde netvleugeligen (Neuroptera) behoort. 
Oedosmylus montanus is voor het eerst wetenschappelijk beschreven door Kimmins in 1940. De soort komt voor in het oosten van Australië.